# Řád sv. Vladimíra
Řád svatého Vladimíra nebo celým jménem Imperátorský řád svatého, apoštolům rovného knížete Vladimíra (rusky: Императорский орден Святого Равноапостольного князя Владимира) byl ruský řád udělovaný za obecné zásluhy o stát. Byl založen carevnou Kateřinou II. Velikou v roce 1782. Řád odkazoval na kyjevské tradice ruského státu a nesl jméno kyjevského knížete Vladimíra, v době jehož vlády byla christianizována Kyjevská Rus.

## Historie
Řád sv. Vladimíra byl založen carevnou Kateřinou II. Velikou 22. září 1782 na paměť kyjevského knížete svatého Vladimíra. Ve stejný den byl také vydán řádový statut, který rozdělil řád do celkem čtyř tříd. Spolu s řádem byl také založen řádový sněm (tzv. „rytířský kapitul“).
Za Mikuláše I. byl statut řádu nově upraven (1845) tak, aby byla náležitě odděleno hierarchické pořadí a pravidla mezi řádem sv. Vladimíra a řádem sv. Anny. Řád svatého Vladimíra se měl udělovat jako obecné vyznamenání za státní službu. Držitelé řádu I. třídy a II. měli v rámci Tabulky hodností ekvivalent IV. hodnostní třídě (generálmajor nebo suktečný tajný rada). V případě III. a IV. třídy to byl ekvivalent VI. hodnostní třídy (plukovník nebo kolegiální rada). S udělením řádu se vázalo také udělení dědičného šlechtictví s výjimkou členů tzv. kupeckého stavu, kteří s ním získali tzv. čestné občanství (почетное гражданство).
Při udělení řádu se vyplácel jednorázový peněžní příspěvek (nikoliv ale penze). V případě I. třídy se jednalo o 450 rublů, u II. třídy 225 rublů, u III. třídy 45 rublů a u IV. třídy pak 40 rublů v tehdejší měně. To se netýkalo vyznamenaných cizinců, kteří nebyli v ruské službě, a těch, kdo byli vyznamenáni za 35 let státní služby.Řádový svátek byl stanoven na 22. září.

## Třídy a pravidla nošení
Řád sv. Vladimíra byl udělován ve čtyřech třídách.
- I. třída: s odznakem na velkostuze a hvězdou na pravé straně hrudi
- II. třída: odznak zavěšený na stuze u krku a hvězda na pravé straně hrudi
- III. třída: odznak zavěšený na stuze u krku
- IV. třída: odznak na stuze na prsou

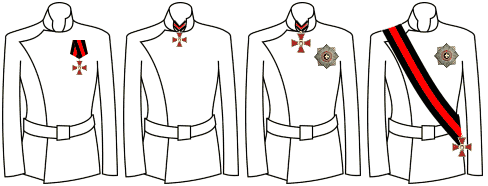
Způsoby nošení řádu: zleva IV. třída s odznakem na stuze na prsou, III. třída s odznakem na stuze u krku, II. třída s odznakem na stuze u krku a hvězdou na pravé straně hrudi a zcela vpravo I. třída s odznakem na velkostuze a hvězdou na pravé straně hrudi

## Vzhled řádu
Odznakem řádu je zlatý tlapatý kříž dekorovaný červeným smaltem s černým okrajem. Uprostřed kříže je umístěn medailon zdobený černými iniciálami svatého Vladimíra na pozadí hermelínového knížecího pláště. Na reversu je datum 1782.
Řádová hvězda je osmicípá ve střídavé zlaté a stříbrné barvě. Uprostřed hvězdy je umístěn černý medailon, v jehož centru je zlatý tlapatý kříž s iniciálami v azbuce С. P. К. В. ve smyslu Святой Ровноапостольной Княз Владимир (česky: S.R.K.V, Svatý Apoštolům rovný Kníže Vladimír). Okolo je potom páska s nápisem Польза Честь Слава (Užitek, čest, sláva) vyvedený ve stříbře na červeném podkladě.

## Galerie

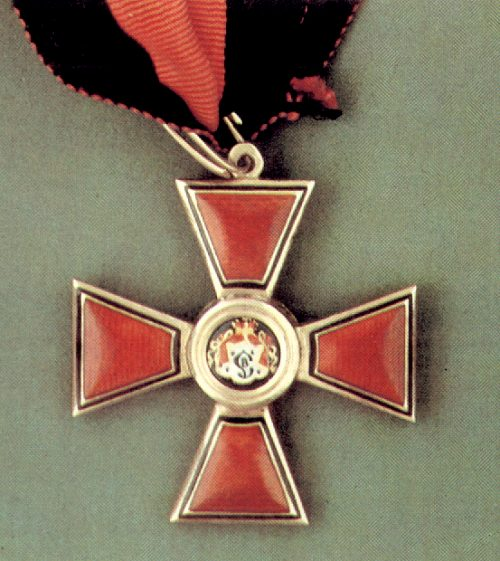
Odznak řádu II. třídy
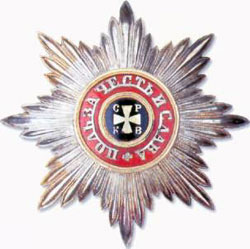
Řádová hvězda
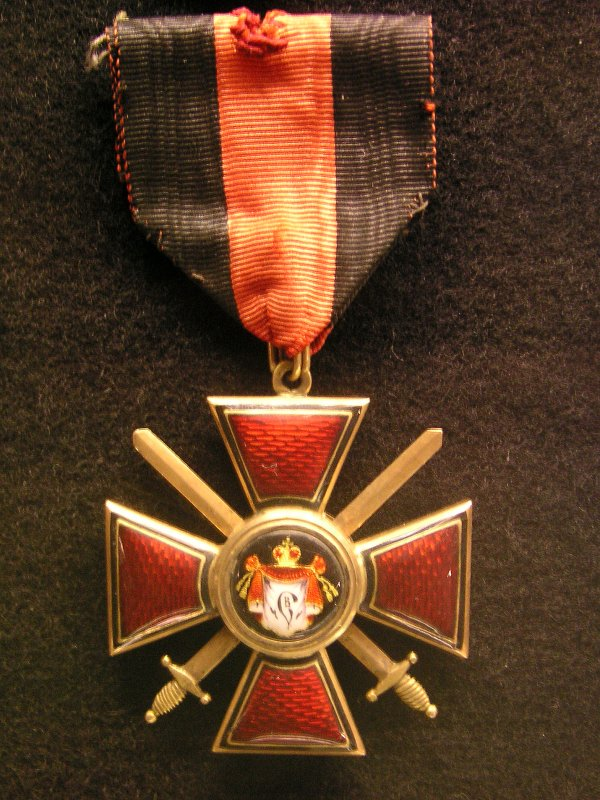
Odznak řádu ve vojenském provedení. IV. třída
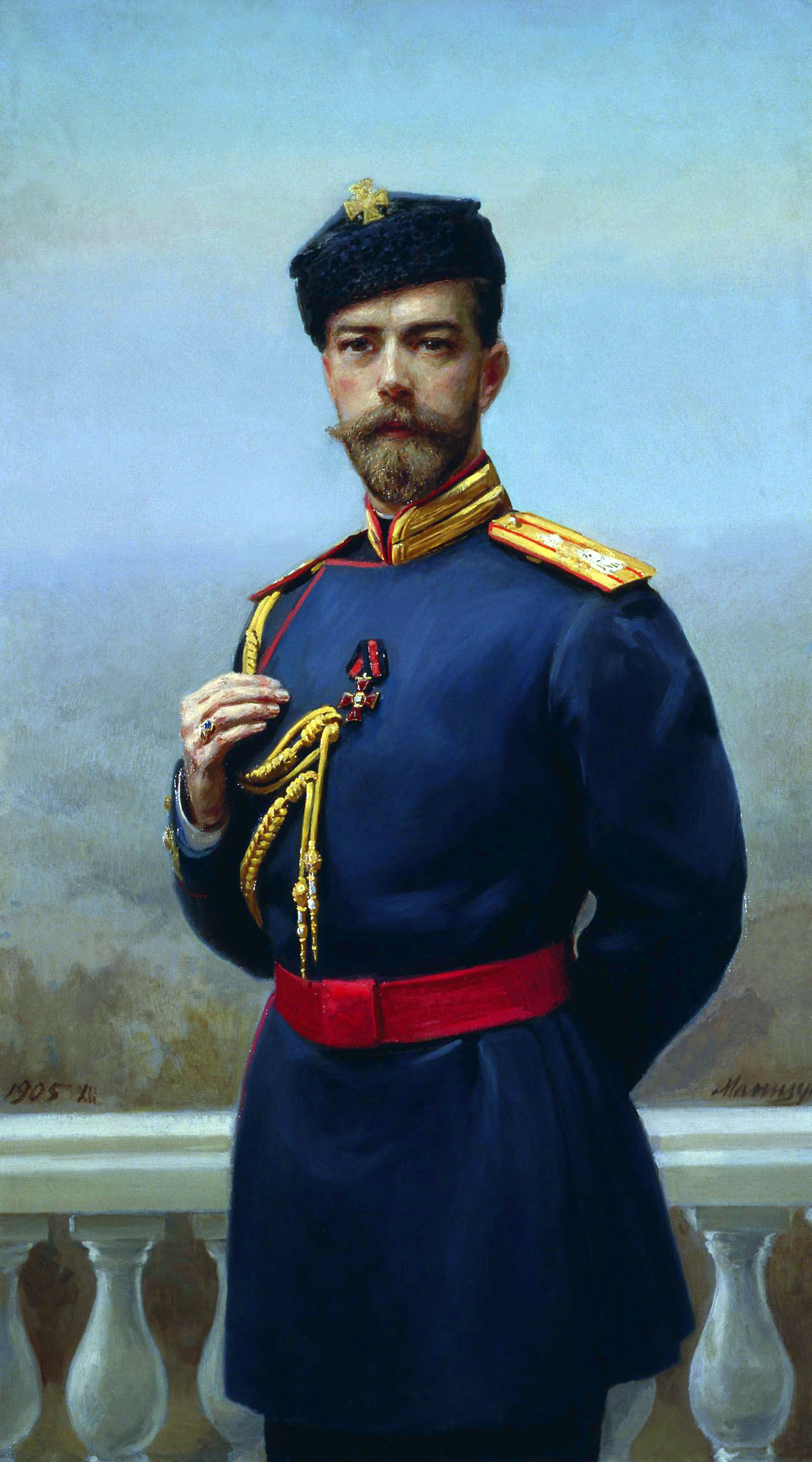
Car Mikuláš II. s řádem sv. Vladimíra

## Významní nositelé
- V roce 1862 byl řádem sv. Vladimíra (třída neuvedena) vyznamenán carem Alexandrem II. František Palacký "za záslužnou činnost ve prospěch Slovanstva".[7]
- V roce 1910 byl řádem sv. Vladimíra čtvrté třídy vyznamenán geolog a polární badatel Vladimir Alexandrovič Rusanov za své objevy v oblasti Nové země.[8]